# Neil Shubin

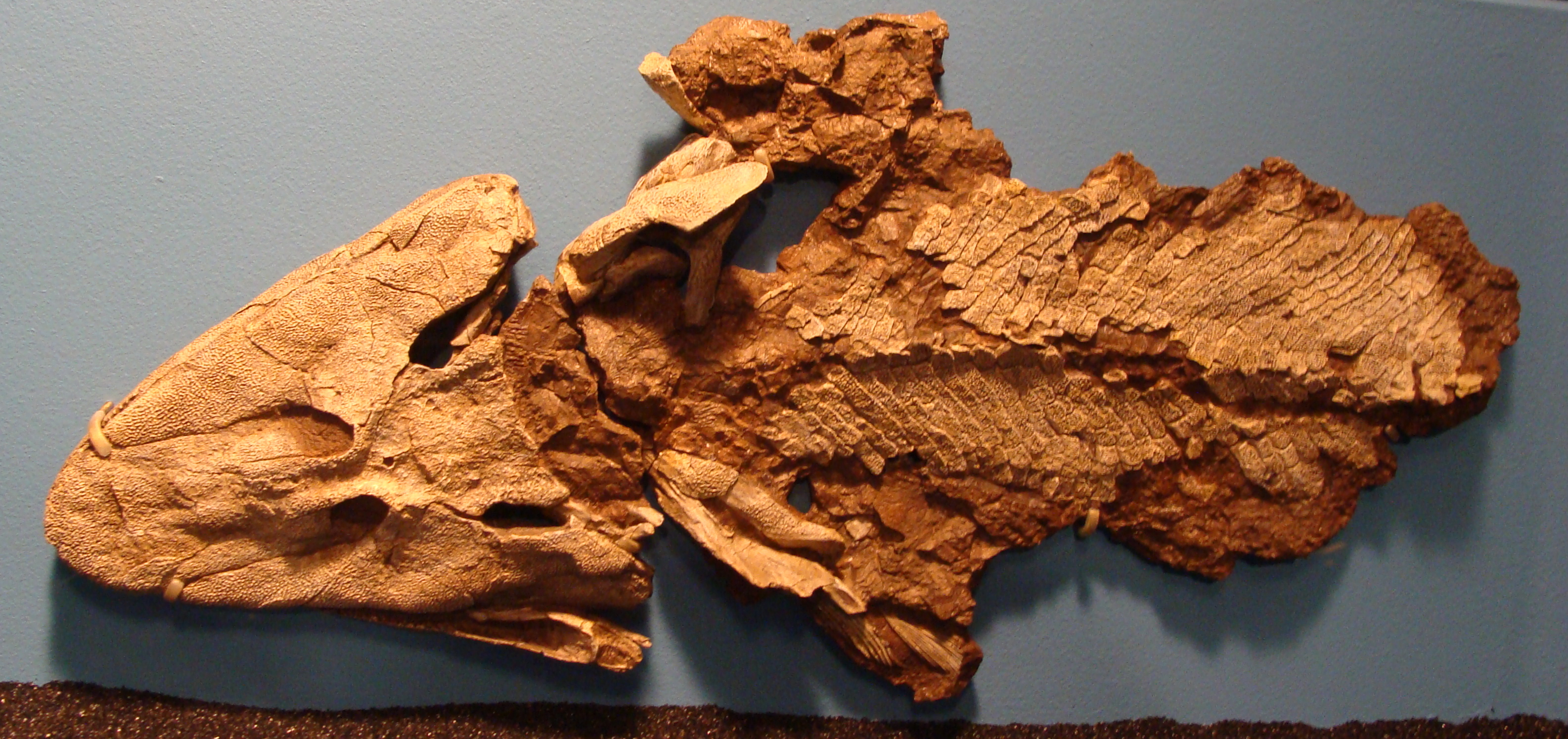
Tiktaalik, skamieniałość z Field Museum

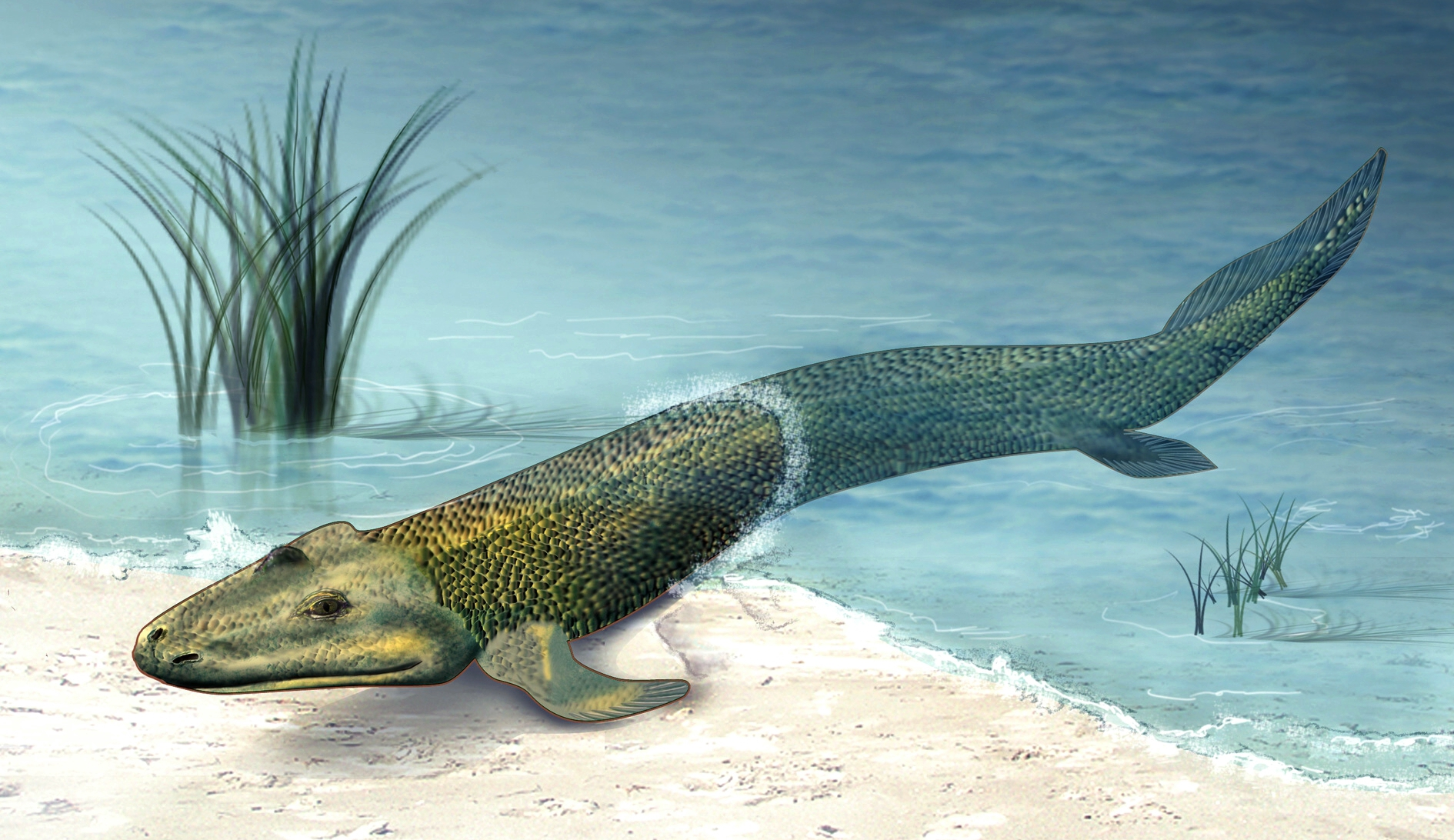
Próba artystycznej rekonstrukcji (kwestionowana) sposobu życia Tiktaalik roseae, uznawanego za ewolucyjną formę przejściową między rybami a płazami

Neil Shubin (ur. 22 grudnia 1960 w Filadelfii) – amerykański biolog ewolucyjny, odkrywca rodzaju Tiktaalik (uznawanego za ewolucyjną formę przejściową między rybami a płazami), profesor anatomii na University of Chicago, prodziekan, wicedyrektor (provost) Field Museum oraz popularyzator nauki – autor m.in. bestselleru Your Inner Fish (tytuł wydania polskiego: Nasza wewnętrzna menażeria: Podróż w głąb 3,5 miliarda lat naszych dziejów).

## Życiorys
Neil Shubin urodził się na obrzeżach Filadelfii 22 grudnia 1960 roku. Jego matka, Gloria Shubin, kierowała filadelfijskim domem opieki. Ojciec, Seymour Shubin, był pisarzem (fikcja literacka, fantastyka), m.in. autorem utworu „The Captain” nominowanego w roku 1983 do Edgar Award (Nagrody im. Edgara Allana Poego), człowiekiem wykształconym, lecz nie interesującym się nauką (już jako entuzjasta popularyzacji swoich badań Neil Shubin sprawdzał reakcje ojca na swoje teksty).
Studiował początkowo (undergraduate) w Columbia University. Spędzał dużo czasu w Amerykańskim Muzeum Historii Naturalnej, gdzie zainteresował się ewolucją. W roku 1982 rozpoczął studia podyplomowe w Harvard University; zajmował się m.in. kolekcjonowaniem skamieniałości sprzed 200 mln lat, znalezionych na pustynnych  terenach Arizony. Stopień doktora biologii organizmu i biologii ewolucyjnej otrzymał na Uniwersytecie Harvarda w roku 1987.
Po skończeniu studiów pracował jako profesor biologii w University of Pennsylvania (Filadelfia). Po kilku latach otrzymał stanowisko wykładowcy anatomii człowieka w School of Medicine na University of Chicago. Wyjaśnia, że tylko pozornie nie ma przygotowania do kształcenia lekarzy – co prawda jest paleontologiem naukowo zajmującym się głównie rybami, ale: „Najlepszą drogą do poznania naszego ciała jest przyjrzenie się ciałom innych zwierząt”.
Od roku 2006 jest wicedyrektorem Muzeum Historii Naturalnej w Chicago.
Żonaty z Michele Seidl. Ma dwoje dzieci: Nathaniela i Hannę .

## Tematyka badań naukowych

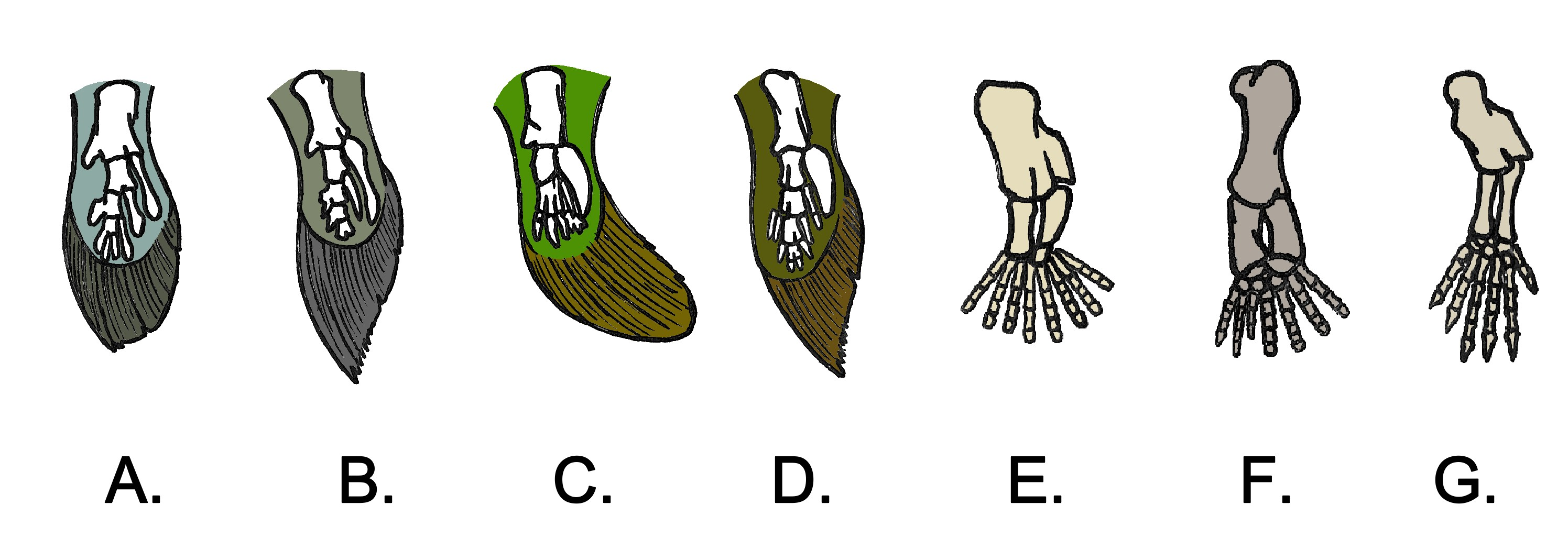
Przykład ilustrujący przebieg ewolucji kończyn: A – Eusthenopteron, B – Gogonasus, C – Panderichtys, D – Tiktaalik, E – Acanthostega, F – Ichtiostega (tylna), G – Tulerpeton (zob. też ogólny plan budowy kończyn)

W ramach badań naukowych w dziedzinie biologii ewolucyjnej Neil Shubin stara się wyjaśniać ewolucyjne mechanizmy kształtowania się nowych funkcji anatomicznych części ciał organizmów (np. zmiany kształtu czaszki i położenia oczodołów, budowy szkieletu klatki piersiowej, budowy miednicy, liczby i kształtu kości płetw, skrzydeł, kończyn). Poszukuje m.in. doświadczalnych dowodów, że całe anatomiczne zróżnicowanie kręgowców zostało wywołane przez ekologiczne i ewolucyjne zmiany, które miały miejsce w dewonie i triasie – okresach, w których powstały nowe ekosystemy i nowe typy budowy ciała. Prowadzi badania morfologiczne, funkcjonalne, rozwojowe, genetyczne (zob. ewolucyjna biologia rozwoju, głęboka homologia); organizuje ekspedycje mające na celu poszukiwania skamieniałości znanych i nieznanych gatunków. Analizuje paleośrodowiskowy kontekst ich powstania i przemian anatomicznych oraz genetyczne mechanizmy tych przemian, również we współczesnych ekosystemach.
Od roku 1993 współpracuje z Edwardem B. Daeschlerem (Ted Dreschler), który pod jego kierownictwem studiował paleontologię i wykonywał pracę doktorską, a w następnych latach kierował działem biologii kręgowców w filadelfijskiej Academy of Natural Sciences. Młodzi zaprzyjaźnieni naukowcy badali początkowo odsłonięcia warstw w wykopach tworzonych w czasie budowy nowych dróg we wschodniej części stanu. Był to teren dokładnie opisany w czasie wcześniejszych badań geologicznych, na którym występują skały osadowe utworzone w późnym dewonie, gdy w miejscu dzisiejszej Pensylwanii znajdowała się duża delta rzek spływających z wzniesień po stronie zachodniej do morza położonego na wschodzie (rejon dzisiejszego Pittsburgha). W czasie jednej z pierwszych wypraw Ted Dreschler natrafił na cenne znalezisko – skamieniały fragment szkieletu organizmu (reszty szkieletu nie znaleziono). Masywna budowa znalezionej kości barkowej sugerowała, że późnodewoński organizm miał zmodyfikowane, silnie rozwinięte płetwy, prawdopodobnie wykorzystywane w czasie pełzania. Naukowcy przypisali go do nowego rodzaju nazwanego Hynerpeton (w wolnym tłumaczeniu z gr.„małe stworzenie pełzające z Hyner”).
Obiektem późniejszych badań zespołu Neila Shubina są np. płazy ogoniaste o różnorodnej – związanej z historią życia – budowie kończyn; badania prowadzą do opracowania predykcyjnych modeli różnicowania populacji.
Na początku lipca 2004 roku naukowcy – N.H. Shubin, E.B. Daeschler, F.A. Jenkins Jr. (doradca z Harwardu), Steve Gatesy – pracowali w Kanadzie, na Wyspie Ellesmere’a. Dokonane tam spektakularne odkrycie Neil Shubin relacjonował:

Po jednym z uderzeń, gdy lód pękł, ujrzałem coś, czego nigdy nie zapomnę: nagromadzenie skamieniałych łusek niepodobnych do niczego, co widzieliśmy wcześniej. Odsłaniając kolejny fragment skały, dotarłem do pokrytej lodem wyniosłości, gdzie tkwiła para szczęk – też niepodobnych do żadnych innych na tym cmentarzysku. Wyglądało na to, że mogły pasować tylko do płaskiej czaszki…

W bloku skalnym sprzed 375 milionów lat (dewon późny), powstałym w miejscu, gdzie płynęła wówczas rzeka, znaleziono nie tylko „okaz niemal idealnie «przejściowy»” pomiędzy rybami a kręgowcami lądowymi, ale również występujący w „odpowiednim czasie i odpowiednim (paleo)środowisku”. W tym samym miejscu Shubin i współpracownicy znaleźli trzy prawie kompletne okazy, mierzące ok. trzy metry długości (ich wydobywanie ze skał przewiezionych do laboratorium zajęło kilka lat). Nazwę odkrytego rodzaju – Tiktaalik –  zaproponowała, na prośbę odkrywców, Rada Starszych Terytorium Nanavut; oznacza ona w języku inuktitut „wielka ryba z wód słodkich”. Sensacyjną informację o odkryciu opublikowano w Nature w roku 2006 (artykuły: The Pectoral Fin of Tiktaalik roseae and the Origin of the Tetrapod Limb i A Devonian tetrapod-like fish and the evolution of the tetrapod body plan).
Tiktaalik został uznany za bazalnego przedstawiciela Tetrapodomorpha, dobrze udokumentowaną formę przejściową w ewolucji od mięśniopłetwych do czworonogów (Eusthenopteron → Panderichtys → Tiktaalik → Acanthostega → Ichtiostega → Pederpes)

## Publikacje

### Publikacje naukowe
Wybór według www Department of Organismal Biology and Anatomy UC
- Jenkins, F.A.,Jr., Gatesy, S.M., Shubin, N., Amaral, W., Haramiyids and Triassic mammalian evolution, Nature 1997; 385: 715–718
- Shubin, N., Tabin, C., Carroll, S. Fossils, genes, and the evolution of animal limbs. Nature 1997; 388:639–648
- Daeschler, E.B. and Shubin, N. A fish with fingers?, Nature 1998; 391: 133
- Jenkins, F.A. Jr. and Shubin, N. Prosalirus bitis and the anuran caudopelvic mechanism, Journal of Vertebrate Paleontology 1998; 18: 495–510
- Wake, D.B. and Shubin, N. Limb ontogeny in Dicamptodon, Canadian Journal of Zoology 1999; 76:11 2058–2066
- Gatesy, S.M., Middleton, K., Jenkins, F.A. Jr., Shubin, N. Three-dimensional preservation of foot movements in theropod dinosaurs, Nature 1999; 389: 141–144
- Shubin, N., C. Marshall. Fossils, genes and the origin of novelty. Paleobiology 2000; 26(4): 324–340. Supplement.
- Davis, M.C., Shubin, N., Daeschler, E.B. Immature rhizodontids from the Devonian of North America, Bull. Mus. Comp. Zool. 2001; 156(1): 171–187
- Gao, K., Shubin, N. Late Jurassic salamanders from Northern China,  Nature 2001; 410(6828): 574–577
- Gao, K., Shubin, N.S. Earliest known crown group salamanders, Nature 2003; 422: 424–429
- Shubin, N., Wake, D. Morphological variation, development, and evolution of the limb skeleton of salamanders (in Biology of the Amphibia, H. Heatwole, ed. Surrey Beatty and sons), 2003; 1782–1808
- Shubin, N. Daeschler, E., Coates, M.I. The early evolution of the tretrapod humerus, Science 2004; 304: 90–93.
- Davis, M.C., Shubin, N., Daeschler, E.B. A new specimen of Sauripterus taylori (Sarcopterygii, Osteichthyes) from the Fammenian Catskill Formation of North America, Journal of Vertebrate Paleontology 2004, 24: 26–40
- Franssen, R.A., Marks, S., Wake, D., Shubin, N. Limb chondrogenesis of the seepage salamander, Desmognathus aeneus (Amphibia: Plethodontidae), Journal of Morphology, 2005, 265; 1, 87–10
- Shubin, N.H.; Daeschler, E.B.; Jenkins Jr., F.A. The Pectoral Fin of Tiktaalik roseae and the Origin of the Tetrapod Limb, Nature 2006, Vol. 440, 764–771
- Daeschler, E.B.; Shubin, N.H.; Jenkins Jr., F.A. A Devonian tetrapod-like fish and the evolution of the tetrapod body plan, Nature 2006, Vol. 440, 757–763
- Dahn, R.D., Davis, M.C., Pappano, W.N., Shubin, N.H. Sonic hedgehog function in chondrichthyan fins and the evolution of appendage patterning, Nature 2007. Vol. 445, 311–314
- Heather M. King, Neil H. Shubin, Michael I. Coates, Melina E. Hale, An autopodial-like pattern of Hox expression in the fins of a basal actinopterygian fish, Nature 2007, Vol. 447, 473–476

Wybór artykułów z lat 2009–2014 (przykłady artykułów opublikowanych w PNAS)
- J. Andrew Gillis, Randall D. Dahn, Neil H. Shubin, Shared developmental mechanisms pattern the vertebrate gill arch and paired fin skeletons, PNAS 2009 106 (14) 5720–5724; doi:10.1073/pnas.0810959106
- Heather M. King, Neil H. Shubin, Michael I. Coates, Melina E. Hale, Behavioral evidence for the evolution of walking and bounding before terrestriality in sarcopterygian fishes, PNAS 2011 108 (52) 21146–21151, doi:10.1073/pnas.1118669109
- Igor Schneider, Ivy Aneas, Andrew R. Gehrke, Randall D. Dahn, Marcelo A. Nobrega, Neil H. Shubin, Appendage expression driven by the Hoxd Global Control Region is an ancient gnathostome feature, PNAS 2011 108 (31) 12782–12786; doi:10.1073/pnas.1109993108
- J. Andrew Gillis, Kate A. Rawlinson, Justin Bell, Warrick S. Lyon, Clare V.H. Baker, Neil H. Shubin, Holocephalan embryos provide evidence for gill arch appendage reduction and opercular evolution in cartilaginous fishes,  PNAS 2011 108 (4) 1507–1512; doi:10.1073/pnas.1012968108
- Ke-Qin Gao, Neil H. Shubin, Late Jurassic salamandroid from western Liaoning, China, PNAS 2012, 109 (15), 5767–5772; doi:10.1073/pnas.1009828109
- Neil H. Shubin, Edward B. Daeschler, Farish A. Jenkins Jr. Pelvic girdle and fin of 'Tiktaalik roseae', PNAS 2014 111 (3) 893–899; doi:10.1073/pnas.1322559111[20].

### Popularyzacja nauki
Neil Shubin jest aktywnym popularyzatorem biologii ewolucyjnej. Duża aktywność Neila Shubina w zakresie popularyzacji nauki często spotyka się z uznaniem w środowisku naukowym. Najbardziej popularne stały się jego dwie książki: „Your Inner Fish” (2008) i „The Universe Within. The Deep History of the Human Body (Vintage)” (2013).
„Your Inner Fish” została przetłumaczona na 26 języków. Wersja polska ukazała się w roku 2009 pod tytułem „Nasza wewnętrzna menażeria”. Jest to „pełne entuzjazmu i przystępne wyjaśnienie tajemnic ewolucji” (określenie ze strony internetowej wydawcy, Prószyński i S-ka). Książka spotkała się z bardzo dobrym przyjęciem przez krytyków i czytelników:

Łącząc własne odkrycia z doświadczeniami innych, Shubin przedstawia nam lekcję anatomii na miarę XXI wieku. Dzięki prostocie stylu i pasji autora, 'Nasza wewnętrzna menażeria' może niejednego młodego człowieka skłonić do zajęcia się biologią.

Dłoń Shubina, przekształcona z rybiej płetwy, jest dobrym przykładem na potęgę ewolucji… Ta książka jest zgrabnym podsumowaniem paleontologii, embriologii i biologii rozwoju.

O książce pisał entuzjastycznie inny popularyzator nauki, Oliver Sacks, wyrażający zachwyt wiedzą autora, przejrzystością i elegancją stylu, dydaktycznym entuzjazmem, humorem (absolute delight).
W kwietniu 2014 roku odbyła się inauguracyjna emisja w sieci PBS 3-częściowego filmu wideo, opartego na treści książki.
Książkę „The Universe Within. The Deep History of the Human Body (Vintage)” opublikowano w roku 2013 (hardcover, audio CD, adible audio edition). Została równie wysoko jak „Your Inner Fish” oceniona przez Olivera Sacksa oraz wielu innych recenzentów i czytelników. Na zaledwie 250 stronach objaśnia, w jaki sposób historia Wszechświata zarejestrowała się w budowie ludzkiego ciała: Wielki Wybuch dostarczył atomów pierwiastków chemicznych, z których ciało jest zbudowane (zob. historia pierwiastków chemicznych), powstanie Układu Słonecznego zapewniło istnienie odpowiedniej dla życia ilości wody oraz zadecydowało o kształcie i wymiarach naszych organizmów, wpływ Księżyca ukształtował istnienie rytmów biologicznych, rozmaite katastrofy naturalne, np. kosmiczne, uformowały genetyczną zdolność organizmów żywych do ewolucyjnej adaptacji wskutek doboru naturalnego (zob. ekologia ewolucyjna).

## Wyróżnienia
Neil Shubin otrzymał m.in.:
- 1998 – Guggenheim Fellowship od Fundacji Pamięci Johna Simona Guggenheima[26],
- 1987 – tytuł Miller Fellow nadawany przez The Miller Institute w University of California, Berkeley[27].

W roku 2007 otrzymał tytuł zasłużonego członka American Academy in Berlin i Institute for Advanced Study w Durham University. Od roku 2009 jest członkiem National Academy of Sciences i American Academy of Arts and Sciences.
Rodzajem wyróżnienia są wysokie pozycje książek popularnonaukowych na listach bestsellerów (w roku 2009  – Best Science Book Shortlist Royal Society).